# Asiagomphus xanthenatus
Asiagomphus xanthenatus е вид водно конче от семейство Gomphidae.

## Разпространение
Този вид е разпространен в Китай (Гуанси), Мианмар и Тайланд.